# 참베리
참베리(스페인어: Chamberí)는 스페인 마드리드의 행정구 중 하나이다.

## 지역

참베리

참베리는 6개의 다음과 같은 지구가 있다.
- 알마그로
- 아라필레스
- 호아퀸가즈탐비데
- 리오스로사스
- 트라팔가르
- 바예헤르모소